# Libellulosoma
Libellulosoma é um género de libelinha da família Corduliidae.
Este género contém as seguintes espécies:
- Libellulosoma minuta